# Sidoklumpuk
Sidoklumpuk is een bestuurslaag in het regentschap Sidoarjo van de provincie Oost-Java, Indonesië. Sidoklumpuk telt 5248 inwoners (volkstelling 2010).